# Подлесе (гміна Лелюв)
Подлесе (пол. Podlesie) — село в Польщі, у гміні Лелюв Ченстоховського повіту Сілезького воєводства.
Населення — 554 особи (2011).
У 1975-1998 роках село належало до Ченстоховського воєводства.

## Демографія
Демографічна структура станом на 31 березня 2011 року:
|          | Загалом | Допрацездатний вік | Працездатний вік | Постпрацездатний вік |
| -------- | ------- | ------------------ | ---------------- | -------------------- |
| Чоловіки | 261     | 50                 | 185              | 26                   |
| Жінки    | 293     | 57                 | 154              | 82                   |
| Разом    | 554     | 107                | 339              | 108                  |